# سقوط حائل
معركة حائل يشار إليها كذلك الحرب السعودية الرشيدية الثانية، تم على يد عبد العزيز بن عبد الرحمن آل سعود، وانتهت أسرة آل رشيد في حائل والجزيرة العربية